# Pierres Branlantes
Les Pierres Branlantes sont un monument mégalithique situé à l'extrémité de la rue des Deux Pierres, à l'est de la commune de Biéville-Beuville dans le département du Calvados.

## Description
Le monument est constitué de deux grosses pierres posées en angle droit comportant plus de 60 cupules. Elles pourraient être les vestiges d'un dolmen partiellement détruit dont la table aurait disparu. Le mégalithe dit "les Pierres Branlantes" fait l’objet d’un classement au titre des monuments historiques depuis le 24 mai 1958. 
Des fouilles récentes dans la ville ont permis de retrouver à proximité un autre dolmen et de découvrir une allée sépulcrale de la fin du néolithique .

## Légendes
D'après la légende, les pierres s'agiteraient lorsque les douze coups de minuit ou de midi sonnent à l'église de la paroisse. Comme pour de nombreuses autres pierres remarquables, on a raconté que des trésors y étaient enfouis et on y a remué le sol sans succès. On raconte aussi que le mégalithe renfermerait une petite caverne nommée la chambre aux fées.